# Византийский музей (Верия)
Византийский музей (греч. Βυζαντινό Μουσείο) греческого города Верии, регион Центральная Македония, организован на «Мельнице Маркоса», недавно отреставрированного промышленного здания начала 20-го века, которое находится в квартале Кириотисса (греч. Κυριώτισσας), находящимся под охраной греческого государства. За реставрацию «Мельницы Маркоса», в котором расположен музей, муниципалитет Верии был награждён призом «Europa Nostra».
Музей имеет три этажа, каждый из которых образует самостоятельное единство постоянной экспозиции. Материалы постоянной экспозиции включают в себя часть богатой коллекции икон, росписи из храмов и светских зданий, мозаики, рукописи, произведения, монеты и резьбу по дереву, находки из погребений, архитектурные скульптуры и мраморные эпиграфические плиты.
Новый музей поставил себе цели в соответствии с характером современного общества, которое требует от него сочетать все традиционные достоинства музея, с активным двухстороннем сотрудничеством с обществом. Музеологическая программа основывается на идее музея периферийного характера, который будет освещать культуру всей Центральной и Западной Македонии, дополняя одновременно коллекции музея Фессалоник (см.Музей Византийской культуры).
В частности экспозиция первого этажа, представляет основные элементы византийской культуры на примере Верии, периферийного города Византийской империи, но со значительной историей и богатого византийскими памятниками. Основной осью организации экспонатов являются разнообразные культурные связи между Верией и большими центрами Византийского мира, такими как Константинополь и Фессалоники, а также другими близлежащими городами географического региона Македония.
Связь между городами рассматривается многосторонне: в религии, в искусстве, в экономических и торговых сношениях, но и в людских ресурсах, основного носителя распространения господствующих идей. Основываясь на критерии информации которым располагает сам экспонат, было организовано 5 единств, большинство которых несёт имена городов с которыми Верия имела отношения.
Полем исследования этих связей является Константинополь, который выражает «продукцию» центра, Фессалоники, который «отражает» столицу и Кастория, как параллельный образец города периферии. Наконец, делается упор на вклад художников, передвижение которых способствовало распространению идей, эстетических ценностей и идеологических течений империи.